# Ејнсворт (Небраска)
Ејнсворт (енгл. Ainsworth) град је у америчкој савезној држави Небраска.

## Демографија
По попису из 2010. године број становника је 1.728, што је 134 (-7,2%) становника мање него 2000. године.
| Група             | 2000.         | 2010.         |
| Белци             | 1.829 (98,2%) | 1.679 (97,2%) |
| Афроамериканци    | 0 (0,0%)      | 2 (0,1%)      |
| Азијати           | 7 (0,4%)      | 4 (0,2%)      |
| Хиспаноамериканци | 9 (0,5%)      | 20 (1,2%)     |
| Укупно            | 1.862         | 1.728         |